# عين (مجموعة قصص قصيرة)
عين (1985) (بالإنجليزية: Eye (1985))‏ هي مجموعة من 13 قصة قصيرة من الخيال العلمي للكاتب الأمريكي فرانك هربرت. وقد نُشرت جميع الأعمال سابقًا في شكل مجلة أو كتاب، باستثناء «الطريق إلى كثيب».

## المحتويات

### المقدمة
يناقش هربرت فيلم ديفيد لينش كثيب ومشاركته في الإنتاج، ويسرد المشاهد التي تم تصويرها، لكنها حُذفت من النسخة الصادرة.

## الاستقبال

### الجوائز
تم ترشيح عين لجائزة لوكس لأفضل مجموعة قصص قصيرة في عام 1986، لكنها خسرت أمام مجموعة طاقم الهيكل العظمي للكاتب ستيفن كينغ.

## وصلات خارجية
- ُEye عنوان مُدرج في قاعدة بيانات الخيال التأملي على الإنترنت